# Enzo Dara
Enzo Dara (Màntua, 1938 - 2017) fou un baix italià.
Va estudiar cant i piano a la seva ciutat natal amb Bruno Sutti i va debutar escènicament el 1960 a la ciutat italiana de Fano cantant el paper de Colline de La Bohème, de Puccini.
Posseïdor d'una notable tècnica belcantista i d'una gran veta còmica, s'ha especialitzat en personatges de baix buf i el seu repertori se centra en les òperes de Rossini i Donizetti. El 1992 el Festival Donizetti de Bèrgam li va concedir el Premi Donizetti a tota la seva carrera. Ha cantat als principals teatres d'òpera d'Europa i als Estats Units i sota la batuta dels directors d'orquestra més prestigiosos. El 1990 va debutar com a director d'orquestra al Teatre Filharmònic de Verona amb Il barbiere di Siviglia, l'òpera amb la qual més èxits ha obtingut com a cantant. Des d'aquell moment ha compaginat el cant amb la direcció d'escena.